# Historia: Zeitschrift für Alte Geschichte
Historia: Zeitschrift für Alte Geschichte és una revista acadèmica avaluada per experts que se centra en l'antiguitat grecoromana. Fou fundada el 1952 per Karl Friedrich Stroheker i Gerold Walser. Hildegard Temporini-Gräfin Vitzthum formava part del seu personal editorial. El 2019, els editors en cap n'eren Kai Brodersen, Hans van Wees, Walter Scheidel, Bernhard Linke i Mischa Meier. Surt un cop al trimestre i és publicat per Franz Steiner Verlag. És catalogat com a revista d'història de classe A en l'Índex de Referència Europeu per a les Humanitats de la Fundació Europea de la Ciència, la Ranked Journal List del Consell Australià de Recerca i altres classificacions de revistes.
Des del 1956 ha tingut aparellada una sèrie de monografies, Historia Einzelschriften.